# Дербунов, Виктор Иванович
Виктор Иванович Дербунов (7 января 1967, Москва, СССР) — советский и российский футболист, вратарь.

## Карьера
Воспитанник СДЮШОР «Динамо» (Москва). С 1985 года начал выступать за дублирующий состав клуба. За основу «Динамо» сыграл 1 матч, в котором пропустил 2 гола. По мнению тренера вратарей «Динамо» Николая Гонтаря карьере Дербунова помешала неуравновешенная психика, из-за которой голкипер, хорошо выглядящий на тренировках, в официальных играх сильно нервничал и выпускал мячи из рук.
В 1988 году перешёл в клуб «Красная Пресня», за который провёл 2 сезона.
В 1990 году перешёл в московский «Спартак». Не смог выиграть конкуренцию у Станислава Черчесова и Гинтараса Стауче, оставаясь в запасе. За дубль провёл 19 матчей, в которых пропустил 22 гола, также 1 игру провёл в качестве полевого игрока.
В 1991 году Дербунов, в числе первых советских легионеров, уехал за рубеж, в югославский клуб «Локомотива» (Мостар).
В 1992 году перешёл в украинский клуб «Верес», за который провёл сезон, сыграв в 26 играх. С Украины уехал в Мексику, перейдя в клуб «Атлас», за который сыграл 10 матчей. Затем вернулся в Москву и провёл сезон в клубе «Монолит», выступавшем во второй лиге чемпионата России.
В 1994 году Дербунов уехал в Гонконг, вместе с рядом других российских игроков начав выступать в местном чемпионате. В течение пяти лет играл за местные клубы «Хэппи-Вэлли», «Гонконг Рейнджерс» и «Голден».
Также Дербунов стал основным вратарём сборной клубов чемпионата Гонконга, в частности занял с командой 4-е место на Кубке Карлсберга в 1999 году, и вышел в финал турнира 2001 года, в полуфинале которого Гонконг одолел в серии пенальти Парагвай, во многом благодаря игре Дербунова.